# Geradenfeld
Als Geradenfeld bezeichnet man in der synthetischen projektiven Geometrie die Menge aller Geraden, die in einer Ebene liegen. Die Ebene heißt Träger des Geradenfeldes.
Das Geradenfeld ist ein Grundgebilde zweiter Stufe.
Jedes Geradenfeld enthält auch die Ferngerade der Trägerebene. Ist die Trägerebene die Fernebene des Raumes, enthält das Geradenfeld keine gewöhnliche Gerade, aber alle Ferngeraden des Raumes.